# John Fergus

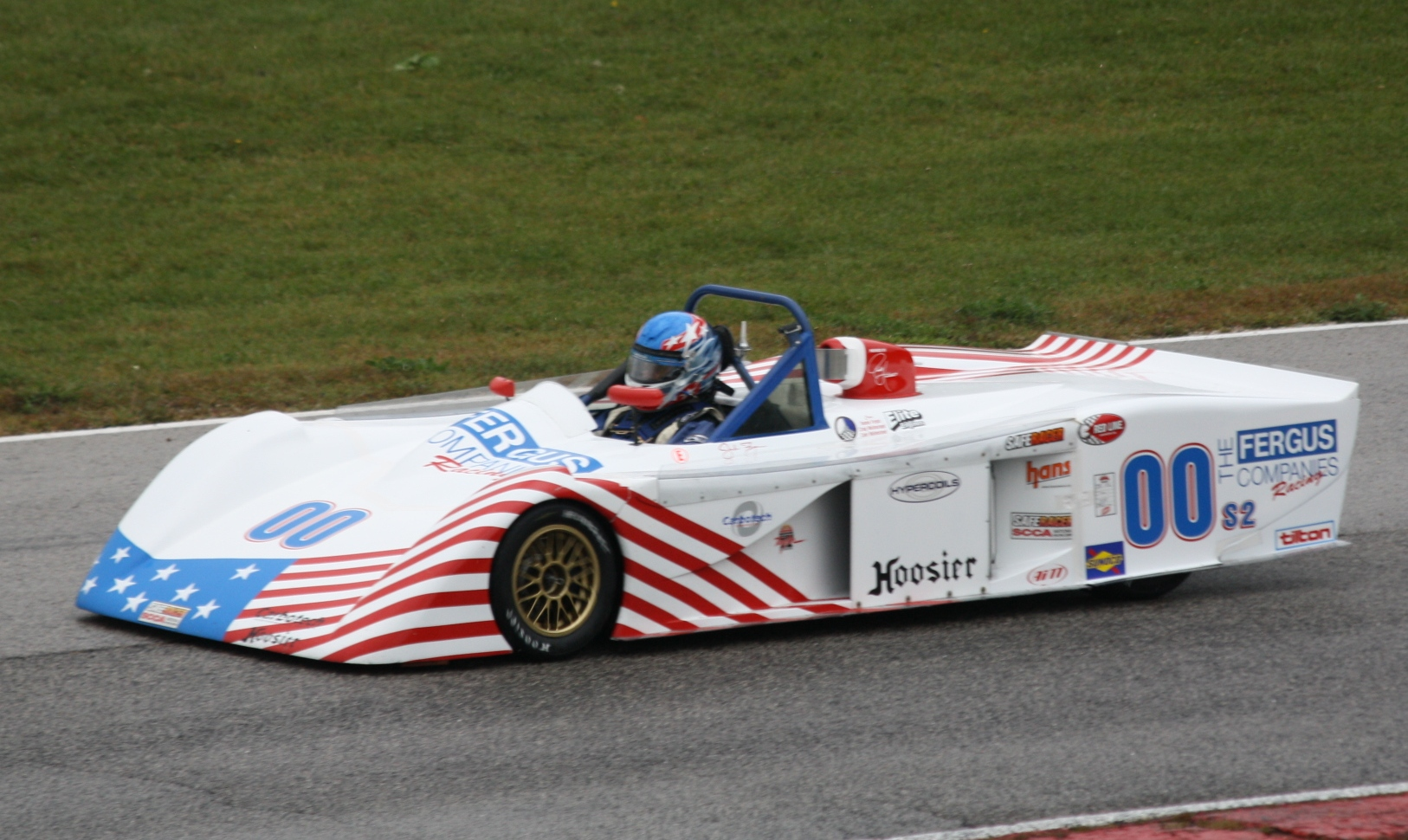
John Fergus im Carbir CS2 2011

John Corwin Fergus (* 21. März 1952 in Columbus) ist ein ehemaliger US-amerikanischer Autorennfahrer.

## Karriere als Rennfahrer
John Fergus begann seine professionelle Karriere in der US-amerikanischen Super-V-Meisterschaft, wo er zwischen 1981 und 1984 aktiv war. Seine beste Meisterschaftssaison hatte er 1984, als er 13. in der Endwertung dieses Championats wurde (Gesamtsieger wurde der Niederländer Arie Luyendyk). Die Einsätze in der Formel V blieben die einzigen Monopostorennen in der Karriere von John Fergus.
Bekannt wurde er als Sportwagenpilot. Schon als Amateur hatte er in den späten 1970er-Jahren, 1977, 1978 und 1979, dreimal die Gesamtwertung der SCCA Solo II National Championships gewonnen, einer Sportwagenserie für Amateur-Rennfahrer. Als Profi gewann er 1991 die GTU-Klasse der IMSA-GTP-Serie und war erfolgreichster Fahrer der ProSports 2000 Series. Die Gesamtwertung dieser Meisterschaft gewann er 1988, 1989, 1999 und 2000. 
Seine beste Platzierung beim 12-Stunden-Rennen von Sebring war der sechste Rang 1993. Einmal war er beim 24-Stunden-Rennen von Le Mans am Start. 2002 stoppte ein Getriebeschaden am Autoexe LMP-02, das Trio Jim Downing, Yōjirō Terada und John Fergus vorzeitig.

## Statistik

### Le-Mans-Ergebnisse
| Jahr | Team               | Fahrzeug       | Teamkollege | Teamkollege   | Platzierung | Ausfallgrund    |
| ---- | ------------------ | -------------- | ----------- | ------------- | ----------- | --------------- |
| 2002 | Autoexe Motorsport | Autoexe LMP-02 | Jim Downing | Yōjirō Terada | Ausfall     | Getriebeschaden |

### Sebring-Ergebnisse
| Jahr | Team                       | Fahrzeug           | Teamkollege      | Teamkollege   | Platzierung | Ausfallgrund |
| ---- | -------------------------- | ------------------ | ---------------- | ------------- | ----------- | ------------ |
| 1991 | Roush Racing               | Ford Mustang       | Dorsey Schroeder |               | Rang 13     |              |
| 1992 | Full Time Racing           | Dodge Daytona      | Don Walker       | Neil Hanneman | Rang 17     |              |
| 1993 | Roush Racing               | Ford Mustang Cobra | Tommy Kendall    |               | Rang 6      |              |
| 1995 | Champion Porsche           | Porsche 911        | Neto Jochamowitz |               | Rang 11     |              |
| 1996 | Champion Porsche           | Porsche 911 Turbo  | Derek Bell       |               | Rang 9      |              |
| 1997 | Prototype Technology Group | BMW M3             | Dan Marvin       |               | Ausfall     | Mechanik     |
| 2002 | Autoexe Motorsport         | Autoexe LMP-02     | Jim Downing      | Yōjirō Terada | Rang 25     |              |